# Didymocarpus bicolor
Didymocarpus bicolor är en tvåhjärtbladig växtart som beskrevs av William Grant Craib. Didymocarpus bicolor ingår i släktet Didymocarpus och familjen Gesneriaceae. Inga underarter finns listade i Catalogue of Life.